# Boixac de camp
El boixac de camp (var. bojac, gojat), groguet de camp, ungla de gat, llevagats, galdiró, garronada (rossellonès), llevamà (Balears), inflabou (Calendula arvensis) és una planta herbàcia que pertany a la família de les asteràcies. Es tracta d'una planta que s'utilitza d'ençà de fa segles en raó de les seves qualitats terapèutiques com a herba medicinal i, actualment, també s'afegeix a alguns productes de la indústria cosmètica, encara que molts dels usos populars que se li han atribuït no s'han pogut demostrar científicament. Pel que fa a la distribució geogràfica, és una planta cosmopolita. A Catalunya, en tenir un clima mediterrani, es troba distribuïda arreu del territori, incloent-hi el País Valencià i les Illes Balears. Antigament, els romans l'anomenaven Solsequium, que significa que segueix el sol, ja que aquestes plantes s'orienten de cara al sol, com els gira-sols. A més, com que s'assembla al safrà, el substituïen i falsificaven per aquest. Emet una olor força desagradable.

## Taxonomia

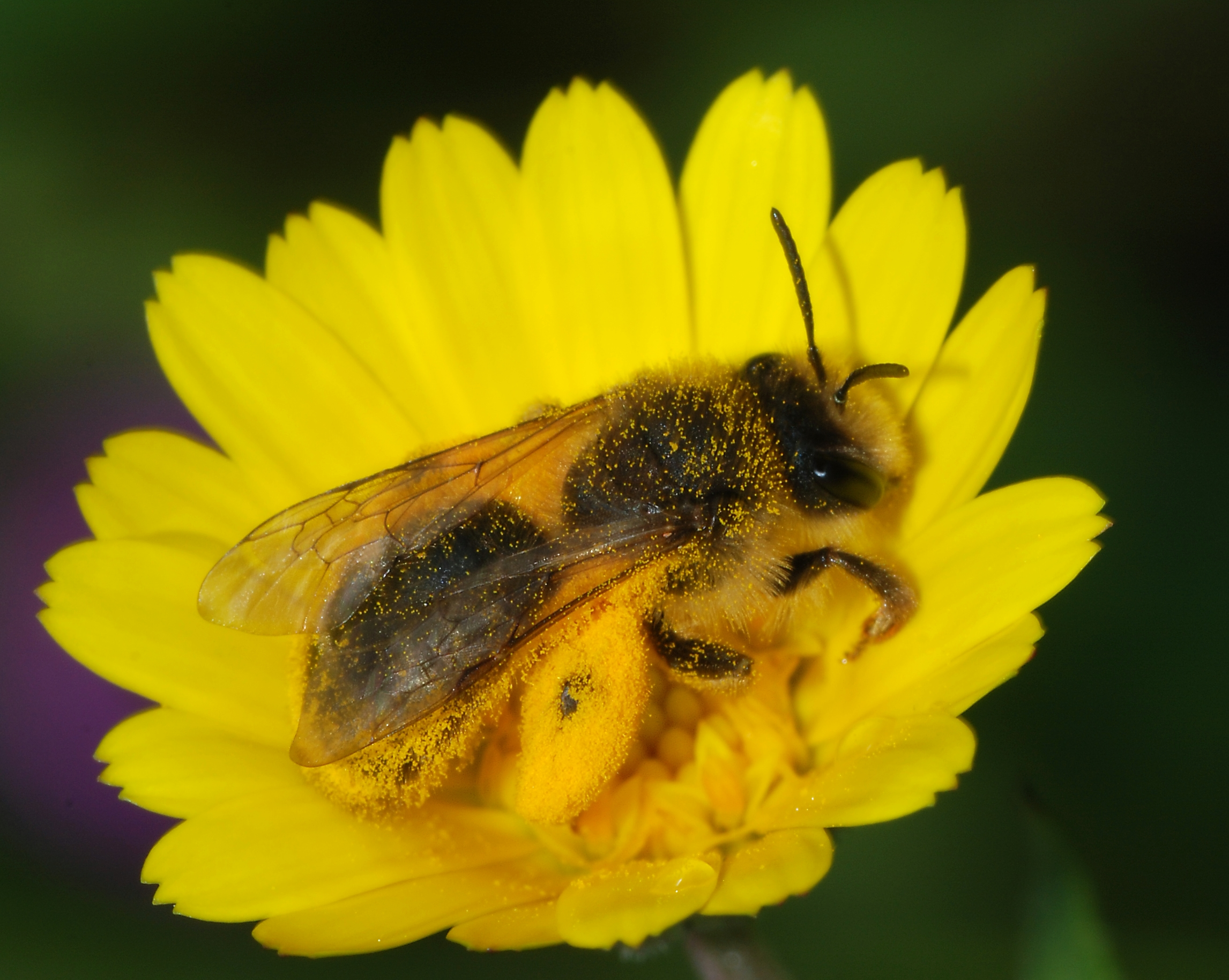
Imatge del capítol amb un insecte

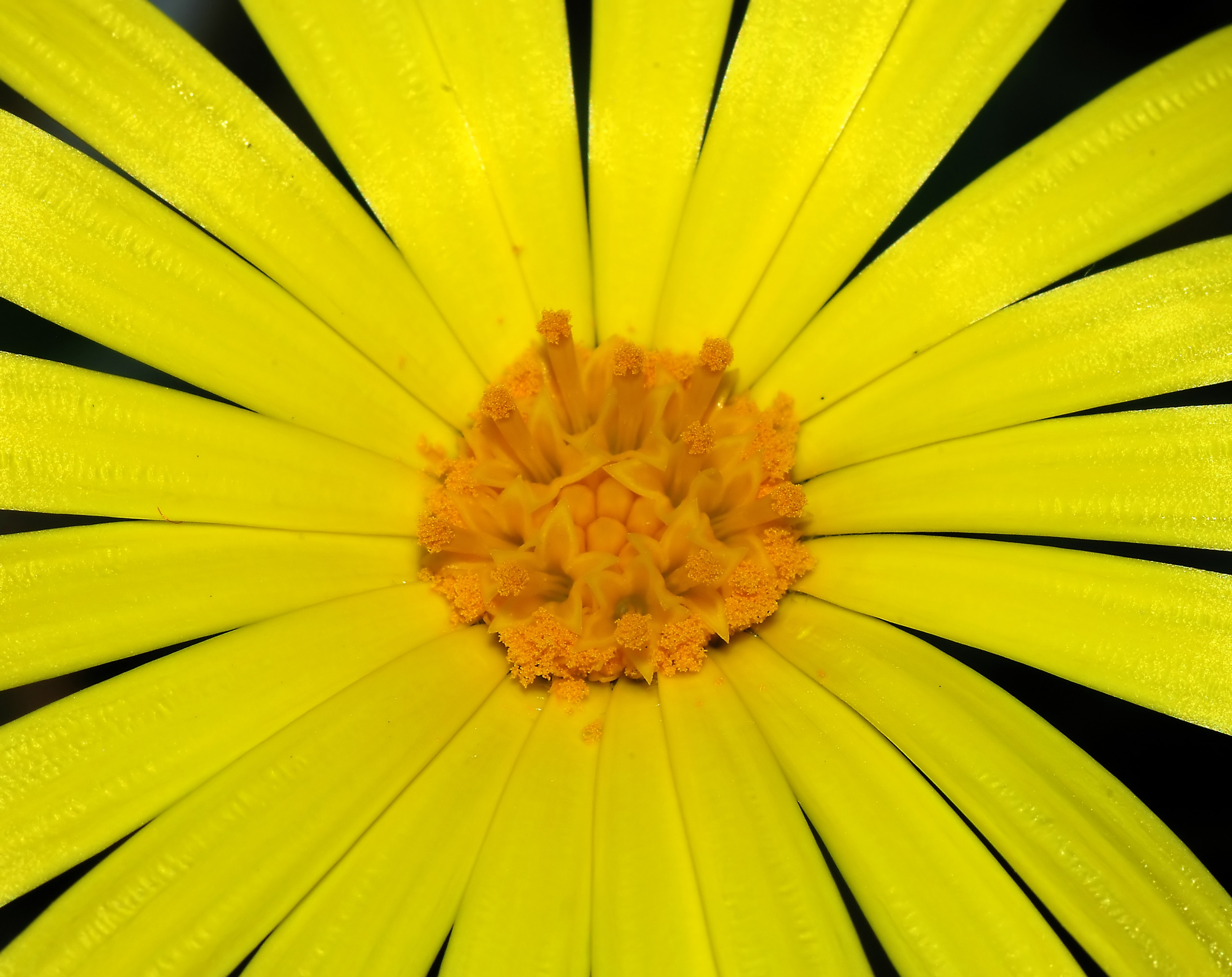
Detall de la inflorescència

Utilitzant la nomenclatura de Carl von Linné sencera, el nom científic complet del Boixac de camp és Calendula arvensis L. Sp. pl. ed. 2, 2:1303. 1763. La família a la qual pertany, les asteràcies, antigament era anomenada família de les compostes. La Calendula arvensis també és coneguda com a Calendula aegyptiaca, Calendula gracilis, Calendula micrantha o Calendula persica.
Popularment, rep noms com calèndula, flor de tot l'any, gojat, gaujat, boixac, gauget, gauge, gauja, goigs bords, groguet, jaumet, galdiró, garronada, llevamà, clavellina de mort, flor d'albat i mal d'ulls.
Pel que fa a l'etimologia del nom d'aquesta planta, la paraula calendula prové de les calendes del llatí que designaven el primer dia del mes, ja que aquesta planta floreix tots els mesos de l'any, fins i tot en els de l'hivern si aquest no és gaire fred. El mot arvensis procedeix del llatí «arva», que significa camp de conreu, és a dir, que es tracta d'una espècie que apareix en camps cultivats.

## Ecologia
És una planta anual però pot ser bianual. El boixac de camp és un teròfit, és a dir, una planta que completa el seu cicle vital, des de la germinació fins a la producció de diàspores, en un únic període vegetatiu de menys d'un any i, tot seguit, mor. Pot mesurar fins a 30 centímetres d'alçada. Pel que fa a la seva distribució, el boixac de camp es troba als continents africà, asiàtic i europeu. A l'Àfrica es troba a la Macaronèsia, que inclou les illes Açores i Madeira de Portugal, les illes Canàries d'Espanya i països del nord de l'Àfrica com Algèria, Egipte, Líbia, Marroc i Tunísia. A l'Àsia prolifera a la zona occidental (Afganistan, Xipre, Iran, l'Iraq, Israel, Jordània, Líban i Síria), al Caucas (Azerbaidjan, Geòrgia i Armènia) i a la zona central (Turkmenistan). Finalment, a Europa habita a l'Europa central (Alemanya, Hongria i Suïssa), l'Europa de l'Est (Moldava i Ucraïna), el sud-est d'Europa (Albània, Grècia, Itàlia, Romania i Iugoslàvia) i també al sud-oest (França, Portugal i Espanya).
Dins del Principat, es troba en les terres continentals:
- els Pirineus Centrals,
- els territoris sicòrics, que corresponen a la plana occidental del Principat de Catalunya on hi ha unes condicions continentals i molts seques. A més, en aquesta regió els sòls són sempre calcaris i, no rarament, salins o gipsacis,
- el territori auso-segàrric, és a dir, els altiplans i conques del centre del Principat de Catalunya, amb ambients mediterrani o submediterrani de tendència continental. En aquesta zona, els sòls són, en general, calcaris.

Al País Valencià la seva localització queda limitada al territori serrànic i a les Illes Balears també se'n troben.
L'hàbitat del Boixac de Camp consisteix, principalment, en camps cultivats i territoris de muntanya humida o subhumida, de 0 a 1300 metres d'altitud. Tot i això, també és corrent trobar-ne en les vores de camins i carreteres, en solars abandonats, en erms, en herbassars ruderals...

## Morfologia
La seva rel és axonomorfa i de tipus de tubercles radicals (són rels engruixides i carregades de nutrients). Les tiges són herbàcies i pubescents. A vegades són erectes i a vegades són decumbents. És de ramificació simpòdica. Les fulles són simples i de textura herbàcia. La seva disposició és alterna, tenen una forma del limbe lanceolada i una divisió del marge entera o irregularment dentada. Presenten una nervadura pennada. El revers de les fulles és pubescent. Es diferencien dos tipus de fulles: les basals, que tenen un pecíol curt; i les caulinars, que són sèssils i auriculades.

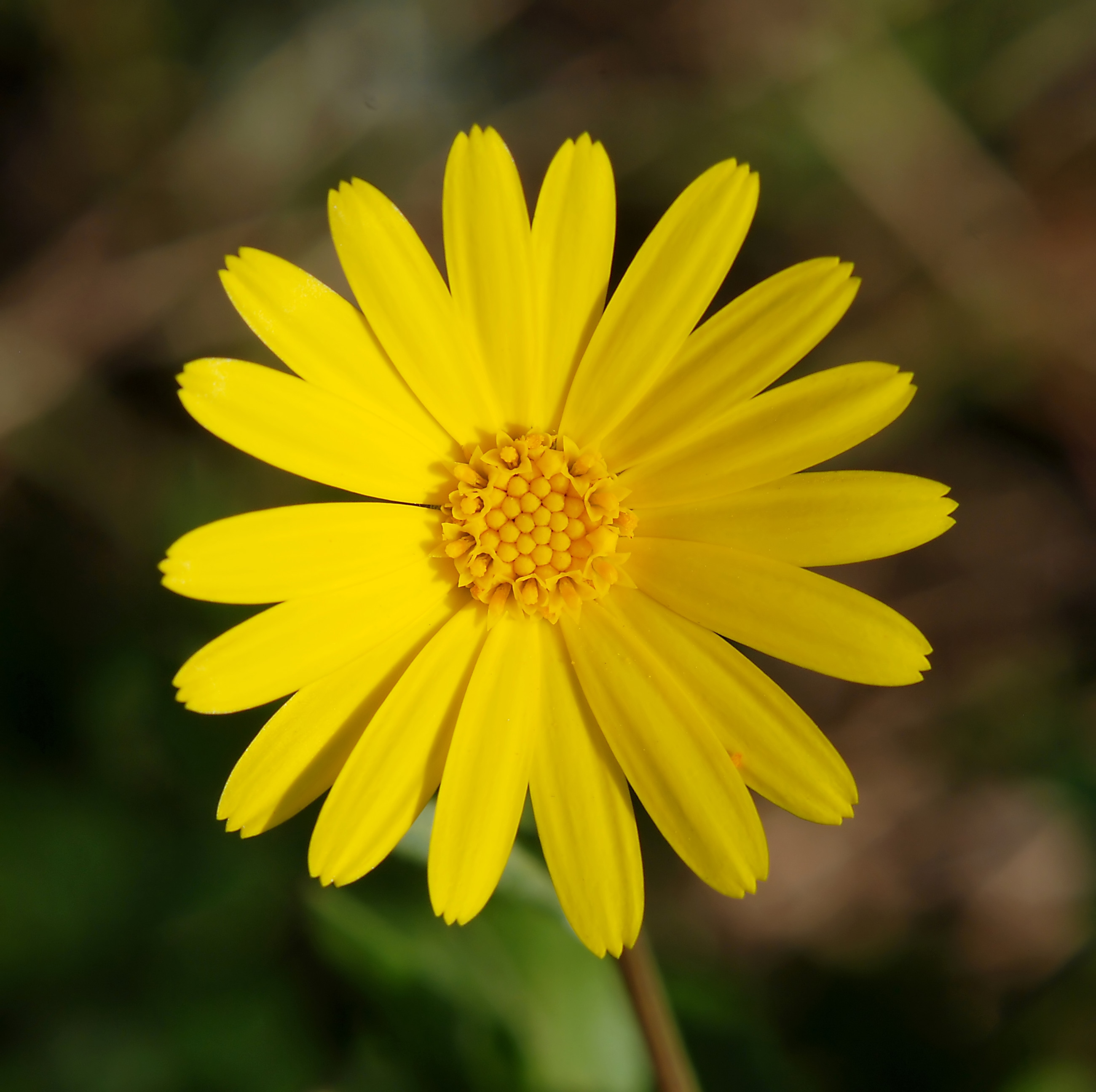
Detall de la inflorescència

### Òrgans reproductors
Té una inflorescència racemosa, concretament, en un capítol que mesura de 3 a 6 centímetres. Es tracta d'un conjunt de flors sèssils que es disposen sobre un disc o receptacle sense escames i envoltat per bràctees que constitueixen l'involucre. És solitari, heterògam i radiat. L'involucre és campanolat, té bràctees lanceolades i de color verd, amb un to més vermellós en la part superior. Les flors són de color groc ataronjat. En el capítol es distingeixen dos tipus de flors: les que es troben a la part exterior, que són unisexuals femenines i, les que es troben al centre, que són hermafrodites. Així que es tracta d'una planta monoica. Les flors més externes s'anomenen lígules, consten de tres lòbuls soldats i una simetria zigomorfa. Algunes no disposen de gineceu ni d'androceu, de manera que es tracta de flors estèrils. Pel que fa a les flors del centre del capítol, s'anomenen flòsculs, tenen cinc lòbuls soldats i una simetria actinomorfa.
La disposició pseudoant (semblant a una flor) que presenten les lígules i els flòsculs és deguda al mecanisme de pol·linització de la planta. Aquest, és a través d'insectes, és a dir, és una pol·linització entomòfila.
No podem parlar de calze i corol·la, ja que no estan clarament diferenciats. Per tant, es tracta d'un perigoni.
L'androceu està format per cinc estams, els quals estan soldats per les anteres (estams singenèsics). El gineceu és ínfer i bicarpel·lar, ja que té l'estil bifurcat. Aquest, a més, puja per l'interior dels estams i, sota la bifurcació, no és pilós.
El fruit és un aqueni que, com que té un ovari ínfer pluricarpel·lar, es tracta del tipus cípsela. Els aquenis es caracteritzen per ser fruits secs, indehiscents i amb una sola llavor no soldada al pericarpi, que és prim.
Com en el cas de les flors, els aquenis són heteromorfs: els perifèrics són corbats i, els interns, anulars o ganxuts.

## Farmacologia
La droga o part utilitzada és en realitat tota la planta: capítols florals, fulles, tija, arrel... És adequat obtenir la planta a l'estiu, després d'haver florit.

### Composició química
- calendulina (substància groguenca de consistència mucilaginosa),
- flavonoides (heteròsids de quercetol, heteròsids de isorramnetol),
- èsters colesterínics,
- derivats d'àcids (àcid làuric, àcid mirístic, àcid palmític, àcid margàric),
- carotenoides (3%: carotè, flavocrom, mutatocrom, flavoxantina, violaxantina, xantòfils),
- substàncies amargues (19%: calendina, calendè), alcohols i lectones terpèniques (arnidiol, faradiol, taraxasterol, alfa i beta amirina),
- olis essencials (0,4%: aigua, minerals, sucres, albúmina, resines, gomes, àcids orgànics, poliïnes,sals de manganès, àcid oleanoic, tanins)

### Usos medicinals
Dins dels usos medicinals del Boixac de Camp es pot distingir entre els usos interns i els externs. En els primers, destaquen el seu ús com a regulador de la menstruació (disminueix el flux en el cas que sigui molt abundant, o l'afavoreix si és pobre), per reduir inflamacions, per augmentar la concentració de glòbuls rojos en cas d'anèmia, per activar la circulació sanguínia, per disminuir els dolors en càncers no operables, com a remei de malalties de l'estómac i l'intestí, convulsions i úlceres gàstriques, hematúria (sang a l'orina), infeccions causades per bacteris, febre del xarampió i escarlatina, hepatitis… Pel que fa a les externes, en destaca el seu poder contra cremades, contusions, ferides (deté el flux de la sang), èczemes, cremades, hemorroides... Es pot preparar tant en infusions (bullint una flor i una fulla en aigua o llet), com pomades, com en tintura (solució d'una substància de color intens en aigua, alcohol o èter), com en olis. També se'n pot obtenir l'extracte de les flors i fulles.

### Propietats farmacològiques
Tots aquests usos són gràcies a les seves propietats farmacològiques com a emmenagoga, sudorífica, antiespasmòdica, estimulant, colerètica, colagoga, hipotensora, antibacteriana, fungicida, vasodilatadora, antisèptica, antiinflamatòria, vulnerària i cicatritzant.
A més a més, aquesta planta no és tòxica.

## En la cultura popular
donar la garronada a algú o donar garró significa refusar d'acceptar un enamorat, perquè, antigament, quan una minyona volia rebutjar un xicot o deixar el seu enamorat, duia una garronada ostensiblement cosida al cosset (o una altra roba de vestir).
L'altra és «portar la garronada», que s'emprava a propòsit de l'hereva d'una família quan restava fadrina mentre que les germanes més joves ja eren maridades.
També hi ha una corranda que fa: Garronada m’han donada, | garronada portaré! | Malhaja la garronada, | malhaja de qui me ve!